# Томассен, Рейдар
Рейдар Томассен (норв. Reidar Thomassen, 18 июня 1936 года, Харстад, Норвегия — 13 февраля 2024 года, Берум, Акерсхус, Норвегия) — норвежский писатель. Известен как писатель-криминалист, публиковавшийся под псевдонимом Ричард Маккер.

## Биография
Родился в Харстаде в семье подполковника Хокона Ивара Томассена (1895—1982) и медсестры Эдит Мак (1905—1994). Его прадедом по материнской линии был Людвиг Мак, основатель пивоваренный завод «Mack's Ølbryggeri» в Тромсё. В юности вместе с родителями жил в Тромсё и Нарвике.
Получил среднее образование в Нарвике в 1956 году, прошёл военную подготовку в Харстаде и учился в Университете Осло. Он специализировался по географии и окончил университет со степенью кандидата математических и естественных наук в 1964 году. По окончании работал учителем, с 1972 года перешёл на редакторскую работу. До 1985 года сотрудничал в редколлегиях периодических изданий, в том числе в журнале Teknisk Presse. В 1985 году стал профессиональным писателем.
Дебютным романом Рейдара Томассена стал Konfrontasjonen (1969), это произведение получило премию Bookstore. Затем им были написаны Den tredje utvei (1970), Seminaret (1976) и Nina Ewert (2000). Как автор детективов он использовал псевдоним Richard Macker; его дебютом в детективной литературе стал Mange om liket (1974). Он также написал сотни рассказов о преступлениях, а в 2003 году он стал первым норвежским автором журнала Mystery Magazine Эллери Куина (в английском перевод его рассказ назывался «Against a Defenceless Woman»), в 2005 году в том же журнале был опубликован ещё один его рассказ — «A Deadly Joke». Рейдару Томассену принадлежат сценарии трёх телесериалов Farlig yrke (1976), Solospill (1977) и Saken Ruth Vang (1981). Он написал одну книгу для детей и два учебника по лидерству.
Томассен также был активным спортсменом, специализировался в метании копья. Тренировался и выступал за клуб IL Tyrving, а его личный рекорд среди молодых спортсменов, установленный в 1959 году, составил 63,31 метра.
Томассен умер 13 февраля 2024 года в возрасте 87 лет.
С 1964 по 1979 год Рейдар Томассен состоял в браке с Ингер Софи Лунд, учительницей.